# De Twee Kleintjes Pils
De Twee Kleintjes Pils was een muziekduo uit Rotterdam dat tussen 1966 en 1972 een elftal singles uitbracht. Het duo bestond uit Ton de Pater en Wil van Deursen en bracht feestelijke Nederlandstalige muziek.

## Discografie

### Album
- 1972 - De Twee Kleintjes Pils, CNR

### Singles
- 1966 - Maar eenmaal komt de tijd... / De hele dag, Marie, Europhon
- 1966 - Geef mij maar een haring / Aan de bar bij Blonde Beppie, Europhon
- 1966 - Wat zit daar in die gele... soepterrien / Ik blijf het erbij doen, Europhon
- 1967 - De zilveren cup van Ajax / Jelle sal wel sien, Europhon
- 1967 - Keessie Keessie / Sientje laat me los!, Europhon
- 1968 - Niks meer aan te doen... Feyenood kampioen / Koning voetbal, Europhon
- 1969 - Spreken is zilver, zwijgen is goud / D'r is nog soep genoeg, Europhon
- 1970 - Janus hij roept u! / Hij zit erin!, Armada
- 1970 - Wat een club / Ieder kust z'n meisje maar op zijn manier, Armada
- 1971 - FC Utrecht / Vader Jacobs heeft elf zonen, Bovema
- 1972 - Is er nog wat te plakken of te lijmen / Schuim op de golven, schuim op het bier, Polydor